# Corinna aberrans
Corinna aberrans är en spindelart som beskrevs av Pelegrín Franganillo Balboa 1926. 
Corinna aberrans ingår i släktet Corinna och familjen flinkspindlar. Artens utbredningsområde är Kuba. Inga underarter finns listade i Catalogue of Life.